# Röd jätte

Om 5 miljarder år blir Solen en röd jätte och kommer att expandera till ca 250 gånger sin nuvarande storlek. De innersta planeterna, Merkurius, Venus och förmodligen Jorden, kommer att slukas.

En röd jätte är huvudseriestjärna som intagit ett stadium där förbränningen växlat över från vätefusion till heliumfusion i stjärnans kärna, och är ett stadium på vägen till omvandling till vit dvärg.
Alla stjärnor utom de minsta i klassen under 10 M☉ (solmassor) kommer då att tillbringa en senare del på den asymptotiska jättegrenen.

## Lätta stjärnor (< 0,4M☉)
Trycket och temperaturen i mycket lätta stjärnor, så kallade röda dvärgar, är för lågt för att starta fusion av helium. Stjärnan lever hela sitt liv som en röd dvärgstjärna och slocknar när förråden av väte tagit slut efter mer än 100 000 000 000 år.

## Medeltunga stjärnor (0,4 - 9M☉)
I medeltunga stjärnor som Solen sker förbränningen genom att väte fusionerar till helium i en proton-proton-reaktion. Gravitationen får stjärnan att dra sig samman och gör att trycket och temperaturen i kärnan ökar så mycket att protoner smälter samman till helium. Stjärnan lyser sedan med nästan konstant styrka i många miljarder år. Under denna tid ackumuleras det tyngre heliumet, restprodukten från vätefusionen, i stjärnans mitt. Temperaturen i stjärnans kärna ökar allt eftersom mängden helium i stjärnans kärna ökar. När temperaturen överstiger 17 000 000 K kommer den lite snabbare CNO-cykeln att bli dominerande och öka stjärnans förbränningstakt. 
När 10% av vätet i stjärnan fusionerat till helium så blir gravitationen starkare än energiutstrålningen. I stjärnor < 2,4 M☉ (solmassor) kollapsar kärnan till dess den intagit ett degenererat tillstånd. När temperaturen i kärnan ökat till 100 000 000 K fusionerar heliumatomerna till kol, och i tunga stjärnor även till syre och neon, i trippel-alfa-processen. Heliumfusionen startar samtidigt i hela den degenererade kärnan och ger under någon sekund upphov till ett kraftigt energiutbrott som kallas för heliumblixten. Stjärnans energiproduktion ökar med en faktor 1 000 och byter nu skepnad. Den ökade energiproduktionen får de yttre delarna att expandera till dess stjärnan ökat 200 gånger i storlek och bildar en röd jätte.
I stjärnans inre sker nu skiktad förbränning. I den yttre delen av kärnan sker en fusion från väte till helium. Restprodukten helium sjunker till ett skiktet under väteskiktet där det fusionerar till kol, syre och neon, som ackumuleras i stjärnans mitt. Trots att energiproduktionen ökar, så kommer stjärnans yttemperatur att minska på grund av att stjärnan ökat i storlek. Stjärnan förflyttar sig högerut i Hertzsprung–Russell-diagram till spektralklass K och M. Den röda jätten kommer att förlora större delen av sin väteatmosfär, ca 40 % av sin massa, i kraftiga massutkastningar. När jätten bränt slut sitt heliumförråd så blåser den bort det sista av sin väteatmosfär och slocknar.  Kvar av den röda jätten blir ett expanderande gasmoln, en planetarisk nebulosa, med en vit dvärg stor som en planet i sitt centrum. Dvärgstjärnan svalnar sakta eftersom den inte har någon egen energiproduktion och blir till sist en svart dvärg.

## Tunga stjärnor (> 9M☉)
Huvudartikel:Röd superjätte
Tunga stjärnor genomgår samma utvecklingsstadier som medeltunga stjärnor, fast de förbränner sitt bränsle i betydligt snabbare takt. I en stjärna på 15 M☉  räcker väteförrådet i 11 miljoner år. Därefter börjar stjärnan förbränna helium och blåser sedan upp sig till en röd jätte. Efter 2 miljoner år går stjärnan över till att förbränna sin kolkärna. Energiproduktionen ökar och den röda jätten blåser upp sig till en röd superjätte. Efter 2 000 år har den röda superjätten bränt slut allt bränsle i kärnan. Den kollapsar och exploderar i en supernovaexplosion och lyser under någon vecka med samma styrka som en hel galax. Kvar efter explosionen blir en planetarisk nebulosa med en neutronstjärna med ca 10 km diameter i dess mitt. Neutronstjärnan kommer sakta att svalna av eftersom den inte har någon egen energiproduktion.

## Solens öde

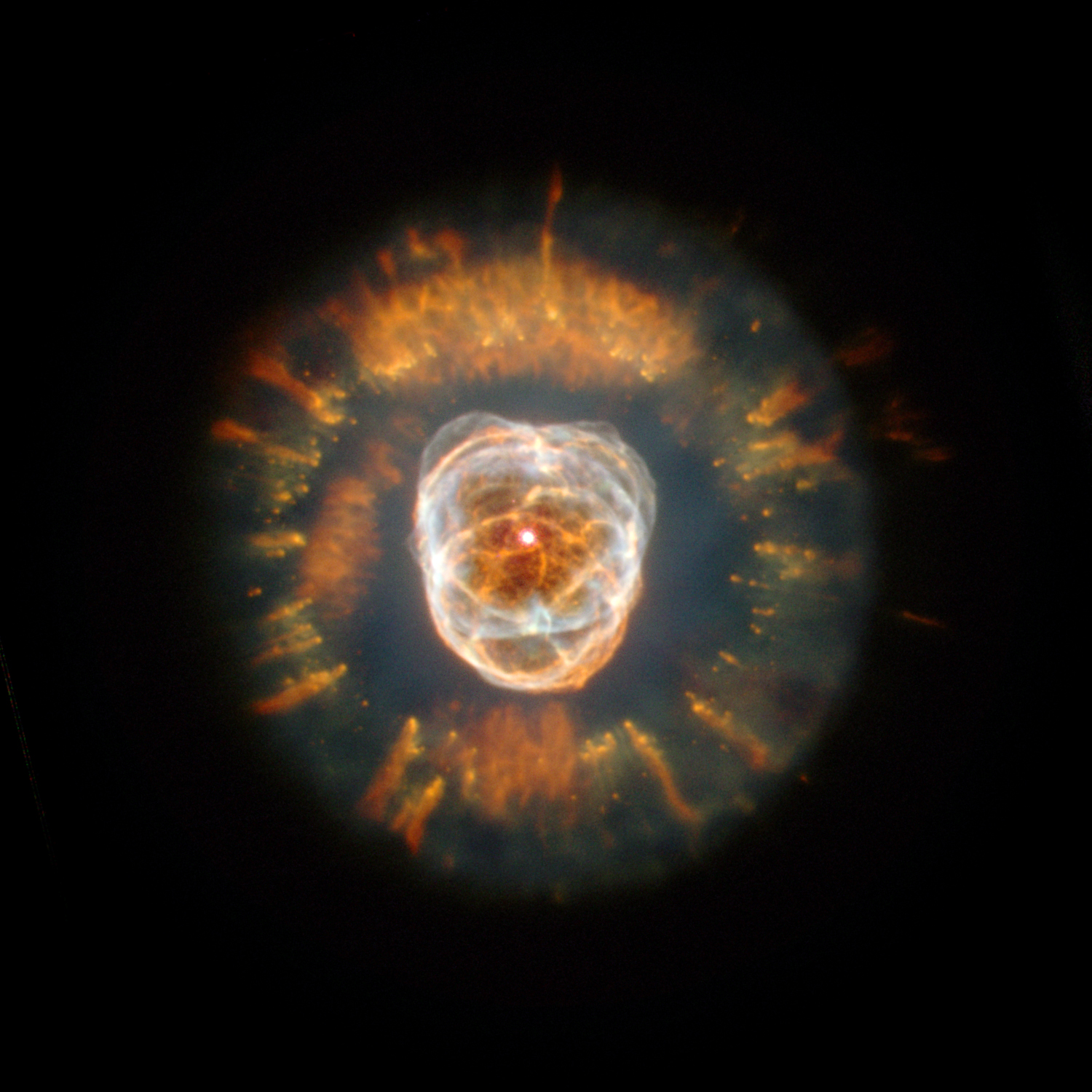
Eskimånebulosan (NGC 2392) är en solliknande stjärna som efter ett liv som röd jätte blivit en planetarisk nebulosa.

Solen har lyst i 5 miljarder år och kommer att lysa i lika många år till. Solens energiproduktion kommer stadigt att öka och om ca 1 miljard år kommer den ökade värmeutstrålningen få Jordens hav att koka bort. Jorden får ett klimat som liknar det på Venus. Om ca 5 miljarder år när Solen är ca 10 miljarder år gammal kommer den börja förbränna helium. Solen kommer att svälla upp till en röd jätte - 250 gånger Solens nuvarande storlek. De inre planeterna, Merkurius och Venus kommer slukas. De kraftiga massutkastningarna kommer att slita bort Jordens atmosfär, och den kraftiga värmen får bergen att smälta. Solens förlust av materia gör att dess dragningskraft minskar. Planeterna som finns kvar kommer att få vidgade omloppsbanor. Jordens bana kommer initialt att vidgas, men den "tidvattenvåg" som Jorden skapar på den närbelägna solytan kommer att bromsa upp Jorden i sin bana, och även den kommer att slukas.

## Röda jättar på himlavalvet
Det finns gott om röda jättar på himlavalvet som är synliga för blotta ögat, trots att en stjärna endast är röd jätte någon procent av sitt liv. Den höga ljusstyrkan gör röda jättar till en av natthimlens vanligaste stjärnor för den som betraktar natthimlen utan instrument.
Röda jättar som är synliga på stjärnhimlen:
| Namn       | Massa    | Radie  | Luminositet       | Stjärnbild    |
| ---------- | -------- | ------ | ----------------- | ------------- |
| Aldebaran  | 2,5 M☉   | 25 R☉  | 156 L☉            | Oxen          |
| Arcturus   | 3,5 M☉   | 26 R☉  | 210 L☉            | Björnvaktaren |
| Dubhe      | 4 M☉     | 16 R☉  | 300 L☉            | Stora björnen |
| Kochab     | 4,4 M☉   | 41 R☉  | 500 L☉            | Lilla björnen |
| Mira       | 1,2 M☉   | 400 R☉ | 8 400 L☉          | Valfisken     |
| Betelgeuse | 12-17 M☉ | 936 R☉ | 40 000-100 000 L☉ | Orion         |

### Fotnoter
1. ↑  ”Vad är en röd jätte?”. Illustrerad svenskap. 10 april 2016. http://illvet.se/universum/stjarnor/vad-ar-en-rod-jatte. Läst 12 april 2016.